# Бурге
Бурге (фр. Bourguet) насеље је и општина у Француској у региону Прованса-Алпи-Азурна обала, у департману Вар која припада префектури Драгињан.
По подацима из 2011. године у општини је живело 25 становника, а густина насељености је износила 0,98 становника/km². Општина се простире на површини од 25,39 km². Налази се на средњој надморској висини од 840 метара (максималној 1.245 m, а минималној 763 m).

## Демографија
| 1962. | 1968. | 1975. | 1982. | 1990. | 1999. | 2011. |
| ----- | ----- | ----- | ----- | ----- | ----- | ----- |
| 25    | 31    | 20    | 23    | 20    | 22    | 25    |

График промене броја становника у току последњих година